# Fábry Sándor (főispán)
Felsőalmási Fábry Sándor (Békéscsaba, 1859. március 17. – Arad, 1917. november 16.) jogász, Békés vármegye alispánja, majd főispánja, az Aradi és Csanádi Egyesült Vasutak és az Alföldi Gazdasági Vasút elnök-igazgatója.

## Élete
Fábry János szíjgyártó iparos és Králer Magdolna legfiatalabb gyermekeként született. Édesapja mestere volt a békéscsabai német- és magyar tímár, kordovános és szíjgyártó céhnek, sokat tett a céh ipartestületté való átalakításán, aztán amikor 1874-ben megalakult a Békéscsabai Első Általános Ipartársulat annak előbb számvevője és választmányi póttagja, majd 1878-tól elnöke volt. Sándor a középiskolát szülővárosában kezdte, majd Szarvason, később Selmecbányán folytatta, végül Szarvason fejezte be. Ezt követően a Budapesti Egyetemen hallgatott jogot, 1889-ben pedig a jogtudományok doktorává avatták.
Köztisztviselői pályáját Békés vármegye szolgálatában kezdte meg 1883-ban, amikor is másodaljegyzővé választották. 1885-ben Szemián Kálmán lemondásakor Beliczey István főispán Fábryt első aljegyzővé tette meg. Innen 1887-ben Gyomára került járási helyettes főszolgabírónak, majd 1889-ben a vármegye főjegyzője lett. 1894-ben alispán lett, e hivatalában tüntette ki Ferenc József királyi tanácsosi címmel 1900-ban. Végigjárta a hivatali ranglétrát, 1906-ban nevezték ki vármegyéje főispánjává. Ugyanebben az évben Hódmezővásárhely városa is főispánjává választotta. Vármegyei vezetőként sokat fáradozott a helyi érdekű vasutak és a műutak megépítésén. 1907-ben az Aradi és Csanádi Egyesült Vasutak elnöki pozíciót ajánlott Fábrynak, ezért főispáni tisztéről lemondani szándékozott, ám a vármegyei rendek nem tartották a két pozíciót összeférhetetlennek, Fábry azonban mégis lemondott hivataláról. Munkája elismeréseként 1908-ban bátyjával, Fábry Károly (1851–1925) országgyűlési képviselővel együtt nemességet kapott felsőalmási előnévvel.
Főispáni tisztje mellett vármegyéje több társadalmi és közgazdasági szervezetben működött közre. Elnöke volt a gyulai úri kaszinónak, az irodalmi társaságnak, a tejszövetkezetnek, a hitelszövetkeznek, a Fehér Kereszt Egyesületnek, a Korcsolya Egyesületnek és a Tulipán Egyesületnek, de a helyi Vöröskereszt Egyletnek is tagja volt, és igazgatója volt a Békésmegyei Villamossági Részvénytársulatnak, mely pozíciójából 1906-án távozott. Érdemei elismeréséül 1912-ben a Lipót-rend lovagkeresztjét kapta.
Vármegyei tisztségeitől való leköszönése után a közlekedés, azon belül is leginkább a vasút szolgálatába állt. Az Aradi és Csanádi Egyesült Vasutak mellett az Alföldi Gazdasági Vasút elnöke is lett, az Országos Közlekedési Tanácsban és a Tafira-bizottságban is taggá választották. Számtalan vasúttársaság és ipari vállalat elnökségi vagy felügyelőbizottsági taggá választotta.
További tevékenységei az irodalom területére is kiterjedtek. Diákként publikált először verseket, Selmecbányán pedig a Korány című ifjúsági lap szerkesztője volt. Javarészt a Békés című lapban és a Békésmegyei Közlönyben jelentek meg cikkei és költeményei az 1880-as és 1890-es években. Anyanyelvén kívül beszélt németül és szlovákul is, értett a gyorsíráshoz is. 1917-ben váratlan agyvérzés következtében hunyt el.

### Családja
1891-ben vette feleségül udvardi Cserna Karolinát (1869–1951), Cserna Vince debreceni királyi főügyész és Réh Karolina leányát, aki öt gyermeket szült neki:
- Eleonóra (1892–?); férje: gróf Ambrózy-Migazzy Lajos (1897–1925)
- Sándor (1895–1968) miniszteri tanácsos
- Karolina (1897–1985); 1. férje: Endre László (1894–1946); 2. férje: dr. Fery Tibor (?–1985)
- Marianna (1898–1980); férje: Jakabffy Lajos (1879–1953)
- Vince (1900–?); neje: Takács Ilona